# Triplophysa longianguis
Triplophysa longianguis är en fiskart som beskrevs av Wu och Wu, 1984. Triplophysa longianguis ingår i släktet Triplophysa och familjen grönlingsfiskar. Inga underarter finns listade i Catalogue of Life.